# Critique arabe classique
La critique arabe classique désigne la critique littéraire arabe du VIIIe siècle à la Nahda. Formalisée à la fin du IXe siècle par Qudama Ibn Jaafar dans son livre Naqd al-shi'r (La Critique de la poésie), on considère généralement que la critique littéraire se développe dès le VIIIe siècle, bien que de manière non systématique, avec l'ensemble des érudits, philologues, grammairiens, rhétoriciens et lexicographes qui s'intéressèrent à la poésie, à sa définition, à ses relations avec la prose et à ses critères d'excellence. Les principaux précurseurs de la critique littéraire sont Al-Asmaï, Ibn Sallâm al-Jumahî, Jâhiz et Ibn Qutayba.
À la notion préislamique de poésie, comprise comme une opération mystérieuse, presque magique, parfois considérée comme inspirée par les djinns, la critique arabe classique va substituer, dès al-Jumahî, la notion de poésie comme art (sinâ'a), ou praxis. Le principal objet de la critique arabe classique est donc la recherche des critères objectifs du jugement porté sur la poésie (à la fois du point de vue de son authenticité et de sa qualité esthétique). La critique définit un champ d'exercice auquel se référeront tous les critiques postérieurs :
1. ) la poésie est une pratique linguistique descriptible et non le résultat d'une opération surnaturelle ;
2. ) en tant que pratique techniquement descriptible, l'appréciation de la poésie ne relève pas du goût (istihsân), mais d'un savoir spécifique, d'une science ('ilm) ;
3. ) Puisque le philologue est le mieux à même de distinguer la bonne poésie de la mauvaise, il convient que les poètes se conforment à ses prescriptions[2].

Le mot arabe pour "critique", naqd (en arabe : نقد), renvoie en effet à l'activité de trier les bonnes pièces de monnaie des fausses. Cette tâche incombe au nâqid, l'expert dans l'art de juger de l'authenticité et de la qualité des pièces de monnaie, qui fonde son expertise sur une science d'une part, et sur une pratique d'autre part. Ainsi, nâqid signifie en arabe, dès le VIIIe siècle, le "critique littéraire".

## Basra et Koufa: centres de la collecte et de la recension de la poésie ancienne
Basra et Koufa sont deux "villes-camps" (misr pl. amsâr) fondées en 638, au début des conquêtes musulmanes. À la fin du VIIe siècle et au début du VIIIe siècle, chacune abrita sa propre école de grammaire, qui furent ensuite absorbées par Bagdad, capitale de l'État abbasside. Les deux écoles de Basra et Koufa ont joué un rôle essentiel dans l'émergence de la critique arabe classique. Elles furent le centre de la collecte des traditions orales et des œuvres préislamiques et de leur recension, c'est-à-dire de la critique de leur authenticité.
La transmission des traditions préislamiques et contemporaines du prophète était principalement orale. Quand les Mukhadramûn et les Compagnons commencèrent à mourir de vieillesse ou dans les conquêtes, la collecte de cette tradition fut perçue comme une nécessité et devint une préoccupation majeure sous les Omeyyades.

### Les grands transmetteurs
La collecte et la recension de la poésie préislamique est d'abord l'œuvre des "grands transmetteurs" de Basra et Koufa. Ces deux villes de Basse-Mésopotamie fondées pendant les conquêtes succèdent à la capitale lakhmide d'al-Hîra, non seulement dans le rôle de carrefour entre l'Iraq et l'Arabie, mais surtout dans le rôle de centre de la culture arabe. Peu à peu, les élites cultivées d'al-Hîra se transportent à Basra et Kufa, tandis que de nombreuses tribus s'y établissent. Enfin Basra et Kufa reprennent le rôle d'émulation culturelle qu'occupaient les grandes foires de la période préislamique, tels les marchés d'Ukaz, de Majanna et de Dhû l-Majaz, où se rencontraient annuellement les tribus et, partant, leurs poètes.
Les grands transmetteurs sont des érudits, tels Mufaddal, des poètes, comme Khalaf al-Ahmar, ou même des dilettantes, à l'image de Hammâd le Transmetteur, qui s'attachèrent à collecter la poésie préislamique auprès des Bédouins de la péninsule.

### L'école de Basra et l'école de Koufa
Contemporaine de l'activité des grands transmetteurs, l'apparition des écoles de grammaire de Basra et Koufa est indissociable de l'histoire de la recension coranique et de son exégèse.
Abu Amr Ibn al-Alâ' est traditionnellement considéré comme le fondateur de l'école de Basra.

### Les philologues et les premières anthologies poétiques
Les premières anthologies de la poésie arabe ancienne sont la Jamharat ach'ar al-Arab, les Mufaddaliyyât, les Asma'iyyât et les Mu'allaqât. À l'exception des Mu'allaqât, collectées d'abord par Hammâd al-Râwiya, ces anthologies sont l'œuvre de philologues reconnus par les générations suivantes pour leur fiabilité.

## LeNaqdet les secrétaires

### Qudama Ibn Jaafar
Dans La Critique de la poésie, Qudâma consacre un discours critique cherchant à définir les critères d'un jugement objectif de la poésie appuyé sur la rhétorique.

## La querelle des Anciens et des Modernes
L'opposition dans le discours poétique et critique entre Anciens (mutaqaddimûn) et Modernes (muhdathûn) apparaît au IXe siècle, avec les premières études critiques appuyées sur le badî', envisagé comme le style des modernes.